# Gostyń (gromada w powiecie kamieńskim)
Gostyń – dawna gromada, czyli najmniejsza jednostka podziału terytorialnego Polskiej Rzeczypospolitej Ludowej w latach 1954–1972.
Gromady, z gromadzkimi radami narodowymi (GRN) jako organami władzy najniższego stopnia na wsi, funkcjonowały od reformy reorganizującej administrację wiejską przeprowadzonej jesienią 1954 do momentu ich zniesienia z dniem 1 stycznia 1973, tym samym wypierając organizację gminną w latach 1954–1972.
Gromadę Gostyń z siedzibą GRN w Gostyniu utworzono – jako jedną z 8759 gromad na obszarze Polski – w powiecie kamieńskim w woj. szczecińskim na mocy uchwały nr V/45/54 WRN w Szczecinie z dnia 5 października 1954. W skład jednostki weszły obszary dotychczasowych gromad Dąbrowa, Gostyń, Niczonów i Pobierowo ze zniesionej gminy Gostyń w tymże powiecie, a także obszar o powierzchni 43 ha dotychczasowej gromady Janowo ze zniesionej gminy Karnice w powiecie gryfickim w tymże województwie. Dla gromady ustalono 10 członków gromadzkiej rady narodowej.
1 stycznia 1969 do gromady Gostyń włączono miejscowości Łukęcin, Strzeżewo i Strzeżewko z gromady Kamień Pomorski w tymże powiecie.
Gromada przetrwała do końca 1972 roku, czyli do kolejnej reformy gminnej.